# De gouden haan (ballet)
De gouden haan (Frans: Le coq d'or; Russisch: Золотой петушок, Zolotoj Petoesjok) is een satirisch opera-ballet in drie bedrijven van de Russische choreograaf Michel Fokine. Het speelt zich af in Centraal-Azië en vertelt het verhaal van de luie en incompetente koning Dodon. Alexandre Benois baseerde het libretto op dat van Vladimir Belski voor de opera van dezelfde naam van Nikolaj Rimski-Korsakov uit 1909. Ook diens partituur voor de opera werd overgenomen. Natalja Gontsjarova ontwierp originele kostuums en decors.
De Ballets Russes brachten De gouden haan in première op 24 mei 1914, in de Parijse Opera. In 1937 bewerkte Michel Fokine zijn ballet voor het Ballet Russe de Monte Carlo tot een productie van één bedrijf met een moralistische epiloog. Nikolaj Tsjerepnin maakte daarvoor een instrumentale bewerking van Rimski-Korsakovs muziek.
Andris Liepa voerde in 2014 een nieuwe choreografie op met het Moskouse Bolsjojtheater.

## Verhaal

### Inhoud
De oude koning Dodon regeert over zijn koninkrijk, ergens in Centraal-Azië. Hij zou zich liever terugplooien op een leven vol plezier en slaap, daarom vraagt hij zijn zonen om advies. Prins Guidon moedigt zijn vader aan. Prins Afron stelt een oorlog voor met het koninkrijk in het oosten, Sjemacha. Dan presenteert een astroloog zich aan het hof. Hij heeft een magische gouden haan gevangen, die zijn eigenaar waarschuwt bij dreigend gevaar. In ruil voor de gouden haan belooft koning Dodon dat de astroloog eender wat als zijn prijs mag claimen.
Nu de haan over het welzijn van het land waakt, kan de luie koning Dodon slapen. De haan wekt hem al gauw: de vijand nadert. Dodon stuurt zijn zonen op de dreiging uit Sjemacha af en gaat terug slapen. De prinsen zijn helaas incompetent en sneuvelen op het slagveld. Opnieuw waarschuwt de gouden haan zijn meester. De koning trekt nu zelf ten strijde. Het verdriet om zijn zonen is echter snel voorbij wanneer hij aan de tent komt van de koningin van Sjemacha. Dodon is op slag verliefd.
Dodon keert terug met de koningin van Sjemacha als zijn bruid. Dan komt de astroloog zijn beloning opeisen: hij wil de koningin. De koning weigert en in zijn razernij slaat hij de astroloog dood. De gouden haan, die meer mysterieus lijkt dan voorheen, maakt een duikvlucht en treft koning Dodon op het hoofd. De koning valt dood neer. Op magische wijze verdwijnen zowel de haan als de koningin.

### Vorm en thema's
De gouden haan lijkt met zijn naïviteit en humor een klucht. De oppervlakkige boodschap is dat vrouwen ervoor zorgen dat mannen dwaze daden stellen. Het ballet heeft echter erotische en satirische ondertonen. Rimski-Korsakov maakte zijn opera kort na de Russisch-Japanse Oorlog (1905), die voor Rusland catastrofaal verlopen was. De koningin van Sjemacha, een verleidelijke schoonheid uit het oosten, was een symbool voor de aantrekking en het gevaar van het Verre Oosten. Het regime van tsaar Nicolaas II liet de opera aanvankelijk niet door de censuur.
Als een meer algemene moraliteit, los van zijn historische context, waarschuwt Le coq d'Or voor de arrogantie van gezagsdragers. Dodons onderdanen zingen naïef over hun onfeilbare leider. Bij zijn dood roepen ze uit: "Hoe zullen we zonder hem leven?" Voor de toeschouwers is dit vertrouwen in de leider duidelijk misplaatst. De tegenstelling tussen Dodons gedrag en dat van zijn onderdanen heeft een komisch effect, maar is ook spottend en cynisch.
Aan de bewerking van 1937 werd een epiloog toegevoegd. Daarin zet de astroloog zich na zijn dood recht. Hij richt zich tot het publiek om de moraal te verduidelijken. Op hemzelf en de koningin na was alles een illusie, zo stelt hij. Het verschil tussen fantastische en realistische elementen wordt zo benadrukt.

## Choreografie
Michel Fokine ontwierp De gouden haan als een gedanste interpretatie van Rimski-Korsakovs opera met dezelfde naam. De gouden haan en de koningin van Sjemacha zijn de enige rollen in het ballet die sur les pointes worden gedanst. Beide rollen vragen op technisch vlak veel van de dansers. De koningin van Sjemacha, een Oosterse femme fatale, was de favoriete rol van ballerina Tamara Karsavina. De overige rollen in het opera-ballet van Fokine steunen vooral op mime en burleske elementen.
De choreografie zorgde voor een heropleving van een oude controverse binnen het ballet. Al sinds de 18e-eeuwse werken van Jean-Georges Noverre was er bezwaar tegen voordracht en andere afwijkingen van 'zuivere' dans. Fokine sterkte zich echter dat bij verhalende dans de passen niet van de actie te scheiden zijn. In de jaren 30 ging de choreografie van Fokine verloren.

### Interpretatie van Andris Liepa
Andris Liepa liet voor zijn interpretatie een nieuwe choreografie ontwikkelen door Gali Abajdoelov. Liepa gaf opdracht de dans op te zetten "in de stijl van Fokine". Net als bij de originele productie tonen vooral de koningin en de haan klassieke danspassen. De nieuwe versie heeft ook een goed deel mime and komisch acteerwerk. Het maakt wel meer gebruik van volksdansen dan het opera-ballet van Fokine. De Oriëntaalse dansen van de koningin haar gevolg doen denken aan de harem uit Fokine's Sjeherazade (1910). De bewegingen van het volk lijken op die van Kosjtsjej's handlangers in De vuurvogel (1910). Daarnaast zijn er invloeden zichtbaar uit choreografieën van Lev Ivanov: de koningin is een valse figuur zoals Odile in Het zwanenmeer (1895) en de astroloog beweegt zoals Drosselmeyer uit De notenkraker (1892). Op de haan die alarm slaat na vergt de nieuwe choreografie niet uitzonderlijk veel van de dansers.

## Muziek
De Russische componist Nikolaj Rimski-Korsakov maakte in 1907 een opera getiteld De gouden haan. De opera ging vanwege de censuurmaatregelen pas in 1909 in première, te Moskou.
Het opera-ballet De gouden haan gebruikte de partituur van Rimski-Korsakovs opera. Een koor en verschillende solisten staan de dansers bij. Koning Dodon wordt gezongen door een bas, terwijl de prinsen Guidon en Afron respectievelijk een tenor en bariton vragen. De rol van de astroloog is gekoppeld aan een hogere mannenstem, een zeldzame tenore altino. Ook een tenor met een sterke kopstem (falsetto) kan de rol zingen. De astroloog kondigt zichzelf bij koning Dodon aan met de solo Ik ben een tovenaar (Russisch: Я колдун, Ja koldoen).
Wanneer de gouden haan alarm slaat, klinkt de stem van een sopraan. De koningin van Sjemacha wordt door een coloratuursopraan gezongen. De koningin heeft een aria in het tweede bedrijf, Hymne voor de zon (Russisch: Ответь мне зоркое светило, Otvet mne zorkoje svetilo).
De ingekorte versie uit 1937 is een gewoon ballet met instrumentale muziek. Nikolaj Tsjerepnin bewerkte voor die nieuwe uitvoering de compositie van Rimski-Korsakov. De zangpartijen werden geschrapt.

## Kostuums en decor
| |  |  |
| LINKS: Het kostuumontwerp van Natalja Gontsjarova voor de koningin van Sjemacha (1914) RECHTS: Tamara Karsavina in die rol voor de Ballets Russes (1914); het kostuum met wit lijfje en kleurrijke broek sluit naar balletnormen nauw aan |  |  |

| |  |  |
| Kostuum voor een boerenvrouw, in felle kleuren en gebaseerd op traditionele klederdracht (Gontsjarova, 1914) |  |  |

Natalja Gontsjarova verzorgde de vormgeving van de oorspronkelijke productie. Hiertoe maakte ze schetsen van kostuums, decors, doeken, poppen en maskers. Stilistisch leunen de werken aan bij het primitivisme, het kubisme en de art nouveau. Uit haar ontwerpen blijkt een interesse in Russische en Perzische volkskunst en klederdracht. Het kleurgebruik wordt doorheen de stukken gekenmerkt door een hevig contrast. Het decor toont een traditionele Russische stad met ui-vormige daken in het geel, rood en groen. Gontsjarova linkte bewust de intense kleuren en abstracte vormen van haar kostuums aan die achtergronden.
Het kostuum van de koningin van Sjemacha doet Oriëntaals aan. Het bestaat uit een wit lijfje en kleurrijke broek. De bloemenmotieven maken het ontwerp schatplichtig aan de art nouveau. Naar balletnormen sluit de outfit nauw aan. Het ontwerp en foto's van Tamara Karsavina tonen de koningin op blote voeten. Blootvoets dansen is een innovatie uit het ballet Cleopatra (1909). Voor de rol werd echter en pointe gedanst, wat niet kan zonder aangepast schoeisel.
Bij de verkorte versie van De gouden haan uit 1937 was Gontsjarova eveneens verantwoordelijk voor de vormgeving. Ze herwerkte haar oude bijdragen. Geheel nieuw was het kostuum voor de gouden haan, gemaakt uit gouddraad. In de versie van 1914 was deze nog een rekwisiet in plaats van een acteur. Barbara Karinska verzorgde de kostuums voor de revival. Hiervoor gebruikte ze katoen, wol en linnen. Voor de productie van Andris Liepa uit 2014 werden de decors en kostuums van Gontsjarova een derde maal uitgevoerd. Vjatsjeslav Okoenev recreëerde haar ontwerpen.

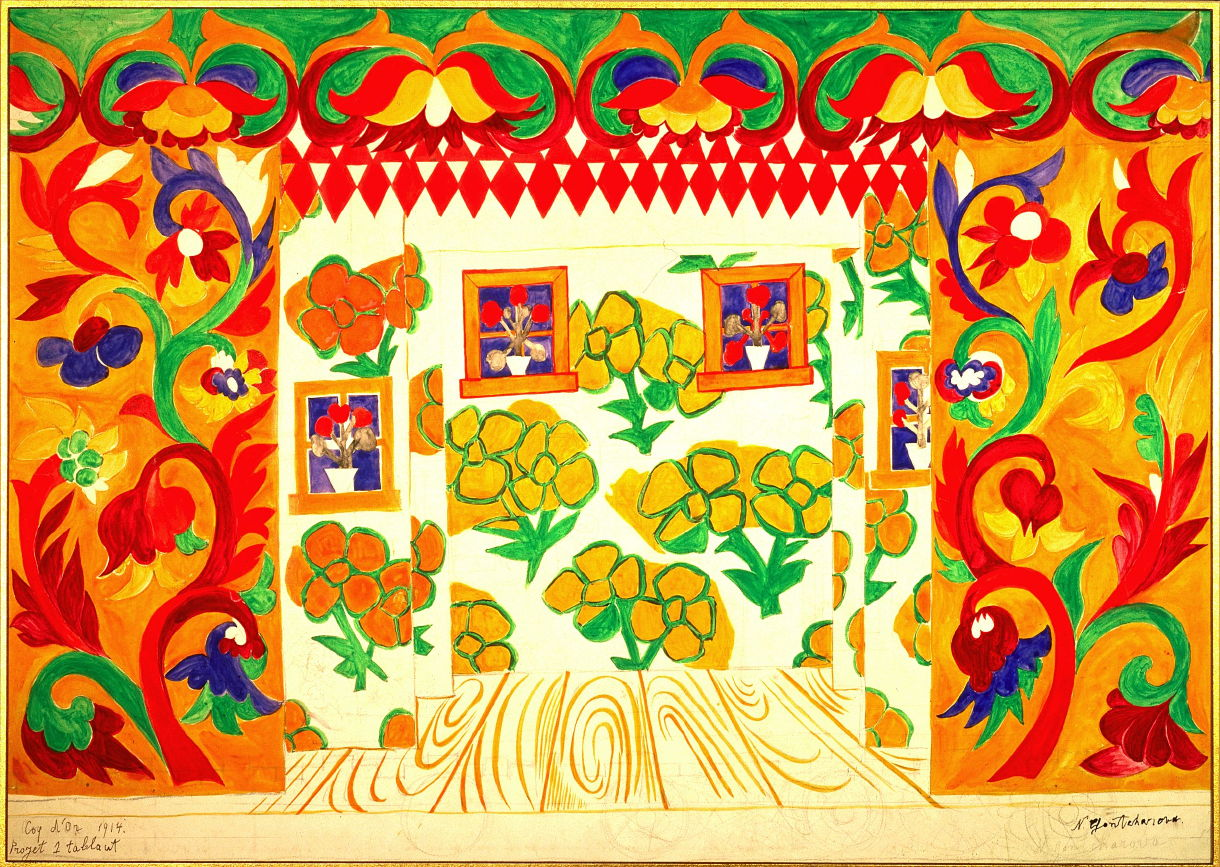
Set met intense kleuren en bloemenmotief
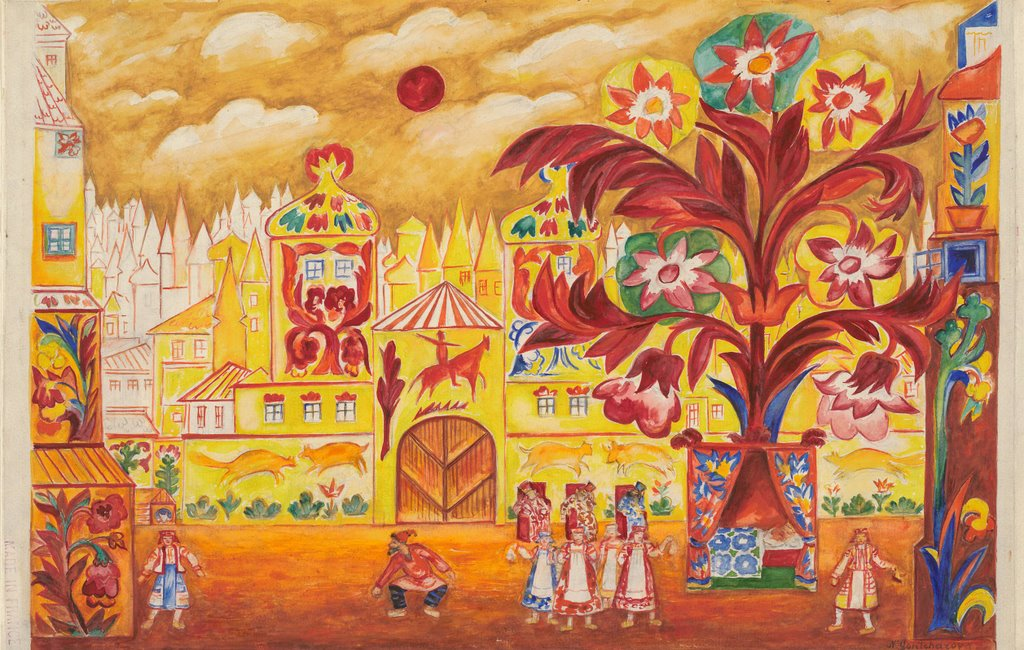
Primitivistische scène van een Russische stad
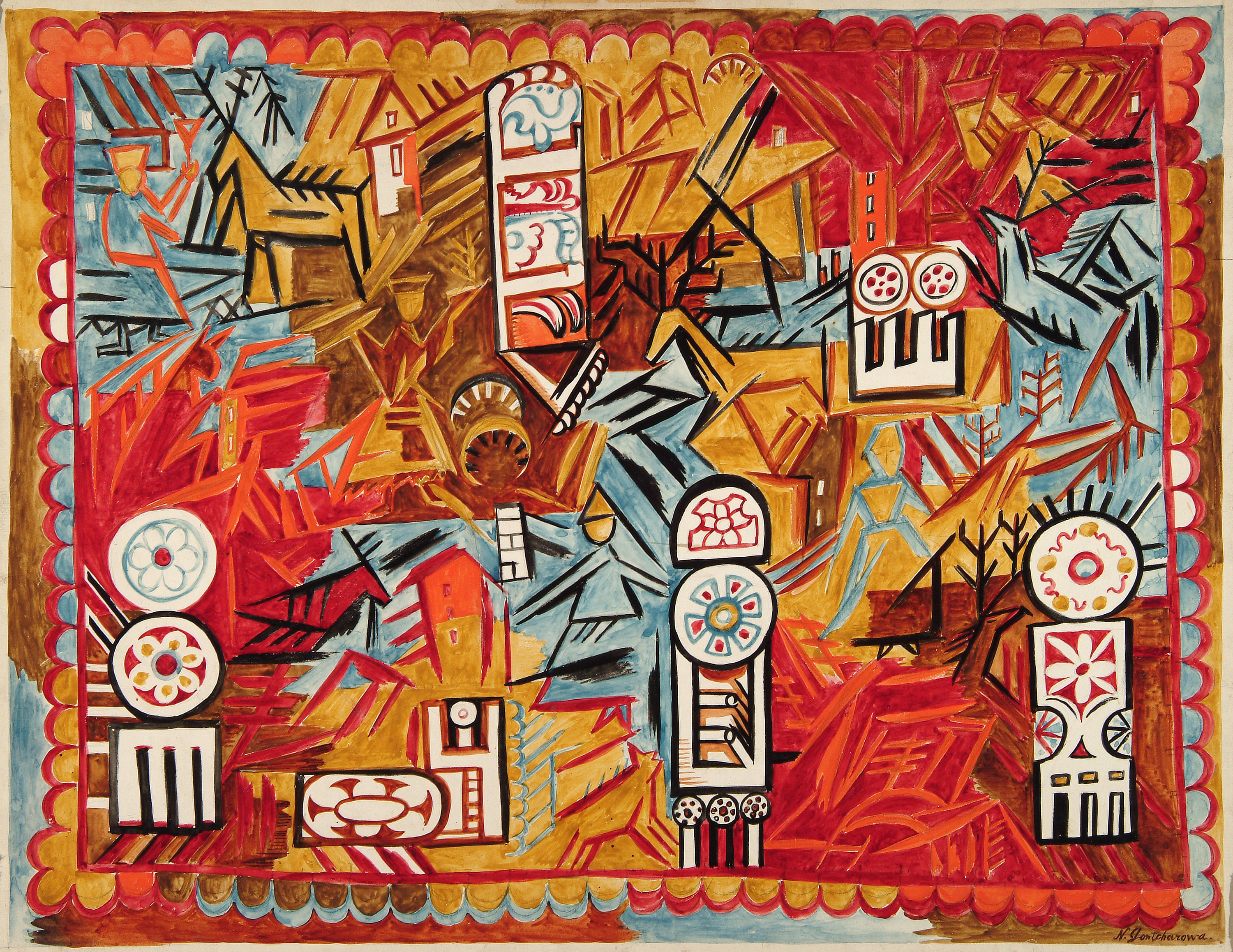
Kubistisch gordijn voor het derde bedrijf

## Producties

### Originele productie
Sergej Diaghilev, impresario van de Ballets Russes, kwam op het idee om van Rimski-Korsakovs opera De gouden haan een opera-ballet te maken. Opera's omvatten wel vaker dans, maar weinig producties gebruiken de twee kunsten als gelijkwaardige delen. Diaghilev vroeg choreograaf Michel Fokine om de dansen te creëren. De Ballets Russes brachten het opera-ballet in première op 24 mei 1914 in de Parijse Opera.
De gouden haan bleek een groot succes, maar was in Parijs slechts te zien tijdens het laatste seizoen van de Ballets Russes voor het uitbreken van de Eerste Wereldoorlog. Dat jaar ging het gezelschap met de voorstelling ook naar het Drury Lane theater in Londen. Het stuk vraagt echter om een volledig operagezelschap, een ballet en een orkest. Dit maakt de organisatie complex. Diaghilev besloot daarom na het oorspronkelijke seizoen De gouden haan voort te zetten als een traditioneel ballet, zonder zangpartijen. De Amerikaanse première vond plaats op 6 maart 1918 in de Metropolitan Opera, New York. Maria Barrientos verving toen Tamara Karsavina in de rol van de koningin van Sjemacha.

### Latere versies
Michel Fokine herwerkte De gouden haan tot een traditioneel ballet van één bedrijf. Het Ballet Russe de Monte Carlo bracht deze versie in première op 23 september 1937 te Covent Garden, Londen. Nikolaj Tsjerepnin bewerkte de oorspronkelijke score en Alexandre Benois herzag het libretto. Natalja Gontsjarova vernieuwde haar ontwerpen. Barbara Karinska realiseerde Gontsjarova's kostuums. Irina Baronova danste als de koningin van Sjemacha. Tatjana Rjaboetsjinskaja was te zien als de gouden haan en Harcourt Algeranoff had de rol van de astroloog.
Andris Liepa voerde in 2014 een nieuwe versie op met het Muziektheater van Moskou. Liepa liet hiertoe een nieuwe choreografie ontwikkelen door Gali Abajdoelov. Vjatsjeslav Okoenev recreëerde de decors en kostuums van Gontsjarova. Natalja Savelieva en Maxim Podsjivalenko dansten als de koningin en de astroloog. Deze laatste revival was opnieuw een opera-ballet. De gouden haan van Liepa en het Muziektheater is evenwel gericht op kinderen.

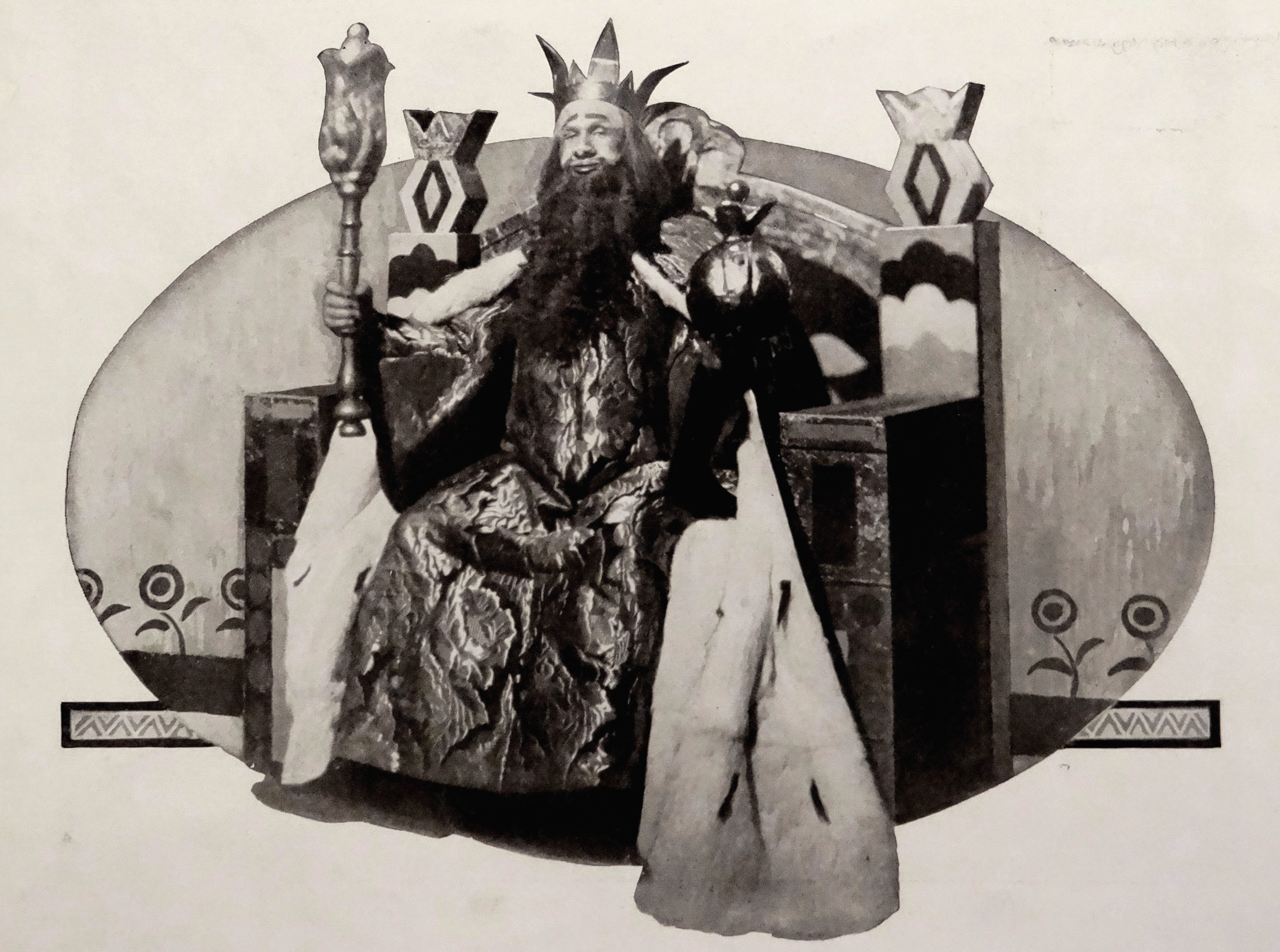
Boelgakov in de rol van koning Dodon (Bransburg voor Comœdia Illustré, 1914)
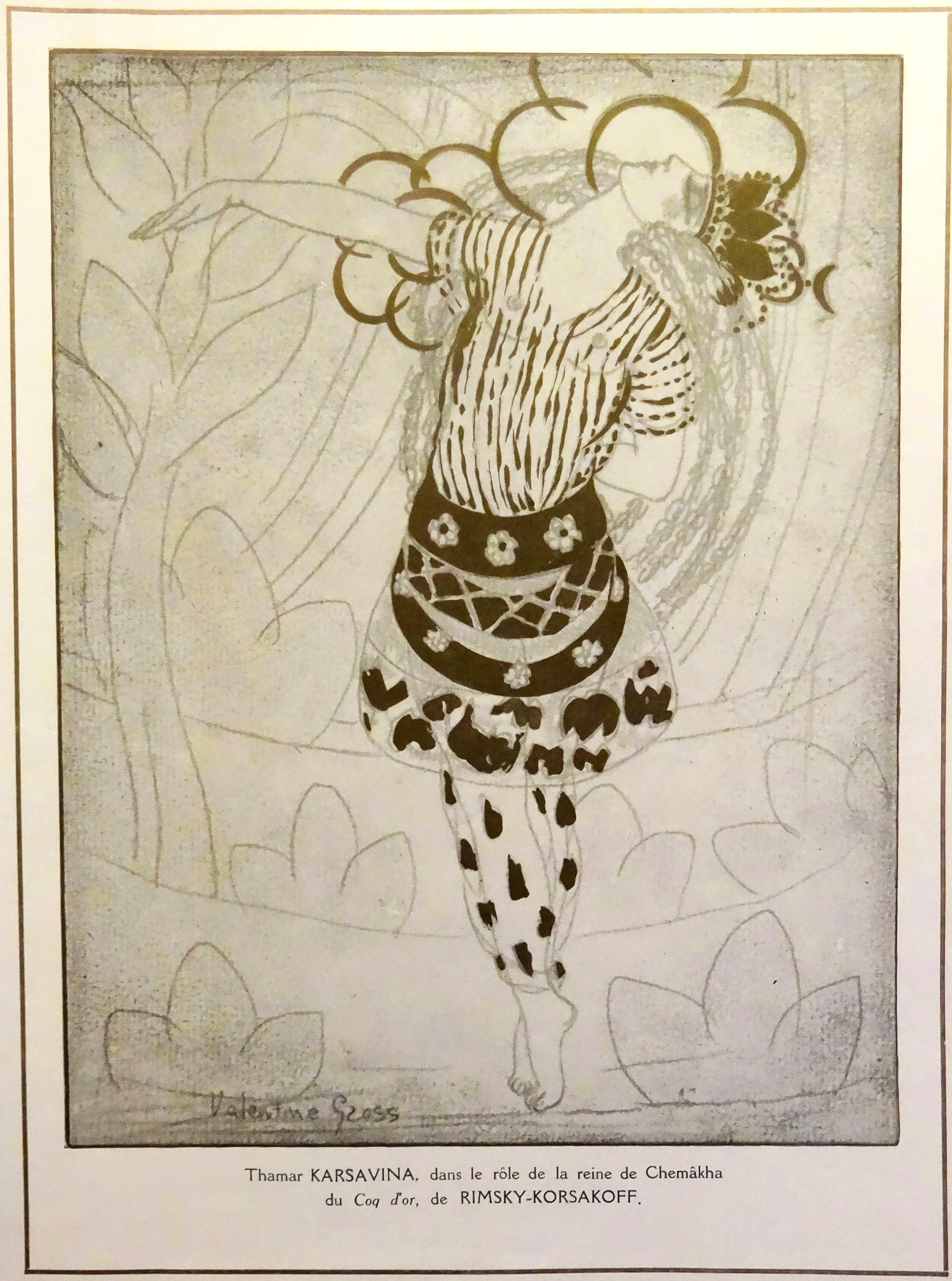
Karsavina als de koningin van Sjemacha (Valentine Gross voor Comœdia Illustré, 1914)
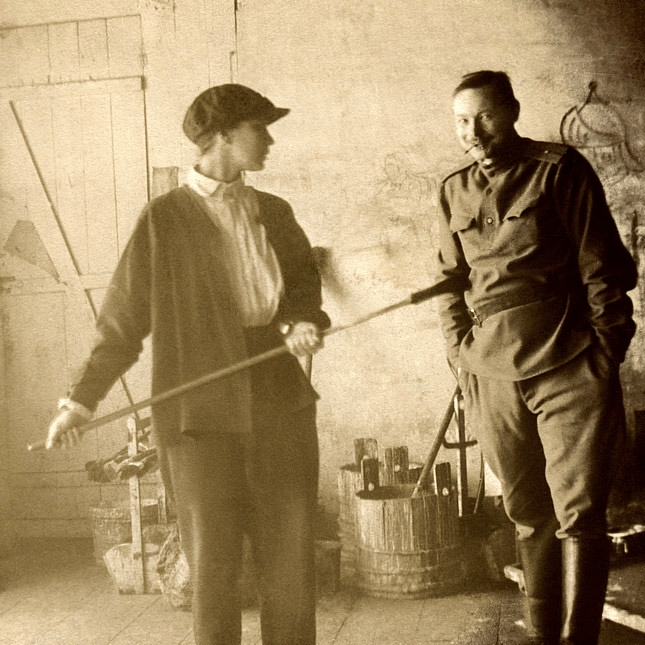
Kunstenares Natalja Gontsjarova werkend aan De gouden haan in het Bolsjojtheater (1913)